# الينسينية

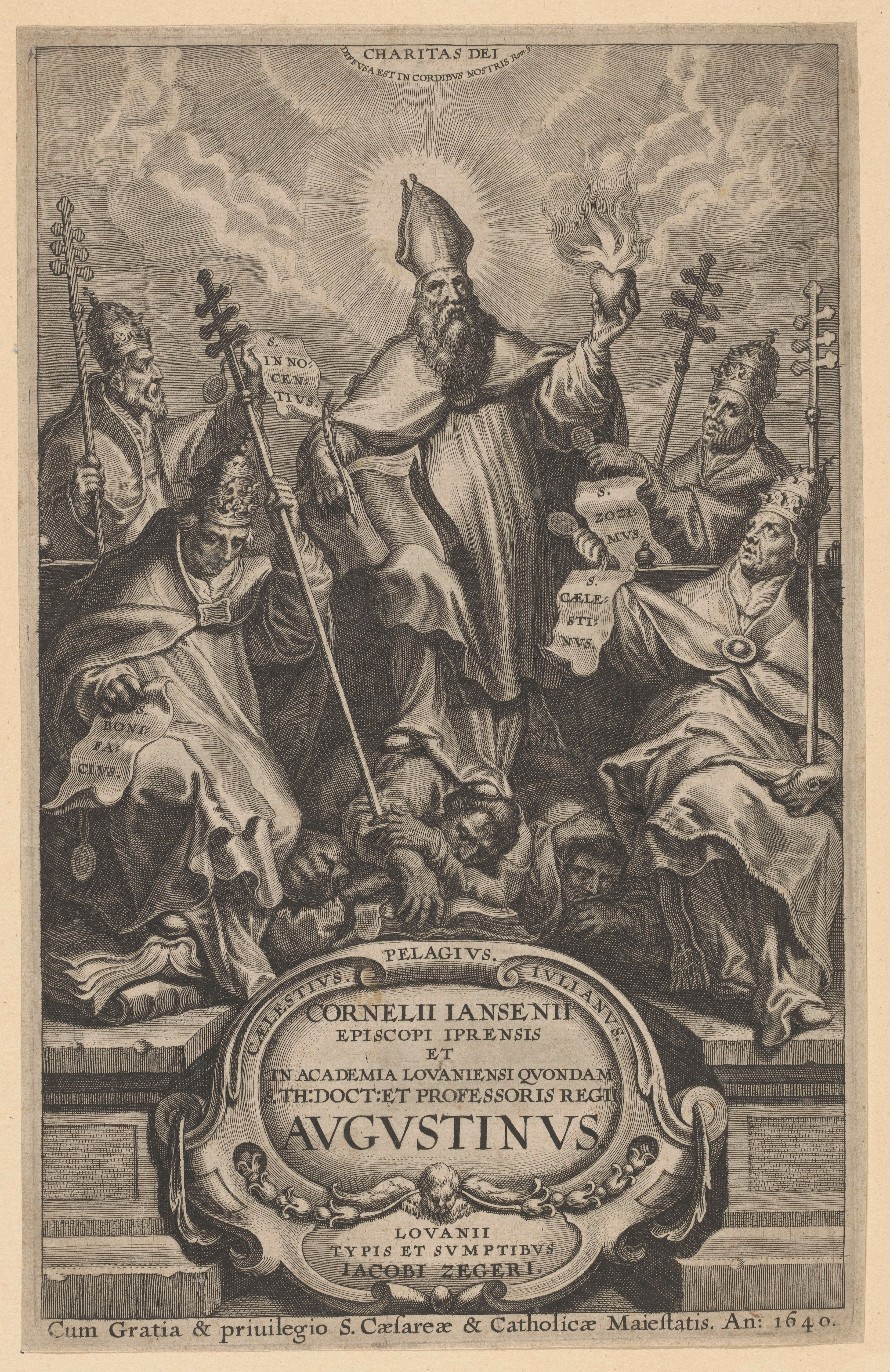

الينسينية هي حركة دينية وسياسية، نشأت في قرن 17 وقرن 18 ، بصفة خاصة في فرنسا، كرد فعل لبعض التغييرات في الكنيسة الكاثوليكية والإستبداد الملكي.
نشأت الحركة في قلب الإصلاح الكاثوليكي، ونسب اسمها لأسقف إيبر، كورنيليوس جانسن، الذي ألّف كتاب «أغسطينوس»، المنشور عام 1640 وانطلقت الينسينية في عصر لويس الثالث عشر ولويس الرابع عشر وظلت تيارًا هامًا حتى بعد خلفائهم.
كانت في البداية انعكاس لاهوتي مرتكز على مشكلة النعمة الإلهية، وقبل أن يكوّنوا قوة سياسية تتظاهر تحت أشكال متنوعة تطرقت الحركة أيضًا إلى اللاهوت الأخلاقي وتكوين «الكنيسة الكاثوليكية» وإلى العلاقة بين الإيمان والحياة المسيحية بدلاً من رجال الدين في المجتمع والمشكلات السياسة في ذلك الوقت.